# Scomberoides lysan
Cá bè cam (Danh pháp khoa học: Scomberoides lysan) hay còn gọi là cá bè trang là một loài cá biển trong họ cá khế Carangidae, phân bố ở Hồng Hải, Ấn Độ Dương, Indonesia, Philippines, Trung Quốc, Nhật Bản và các đảo thuộc Thái Bình Dương, ở Việt Nam, cá phân bố ở Vịnh Bắc Bộ, Trung Bộ và Nam Bộ, chúng còn có tên địa phương là cá thu bè, tên thường gọi tiếng Anh là Double dotted queenfish Tên gọi thị trường Úc: Giant dart. Tên gọi tiếng Nhật: Ikekatsuo. Tên gọi tiếng Tây Ban Nha: Jurel sable.

## Đặc điểm
Thân hình thoi, rất dẹp bên, phần đuôi thót nhỏ hình tam giác, viền lưng hơi lõm ở đoạn trước. Đầu nhọn. Chiều dài thân bằng 2,9 - 3,0 lần chiều cao thân, bằng 4,2 - 4,4 lần chiều dài đầu. Mõm nhọn. Mắt tròn, màng mỡ không phát triển. Miệng chếch, hàm dưới dài hơn hàm trên. Thân phủ vảy hình thìa, phần lớn chìm dưới da. Đường bên không rõ ràng. Không có vảy lăng. Vây lưng thứ nhất có 8 gai cứng, gai cứng thứ nhất mọc ngược. Vây ngực ngắn, rộng. Vây hậu môn có hai gai cứng phía trước dài khoẻ. Lưng màu xanh xám, bụng màu trắng. Bên thân có 5 - 7 chấm tròn màu đen phân bố dọc phía trên đường bên. Kích cỡ 200 – 300 mm